# Halme distans
Halme distans är en skalbaggsart som beskrevs av Holzschuh 1989. Halme distans ingår i släktet Halme och familjen långhorningar. Inga underarter finns listade i Catalogue of Life.